# Archidiocèse grec-orthodoxe de Beyrouth

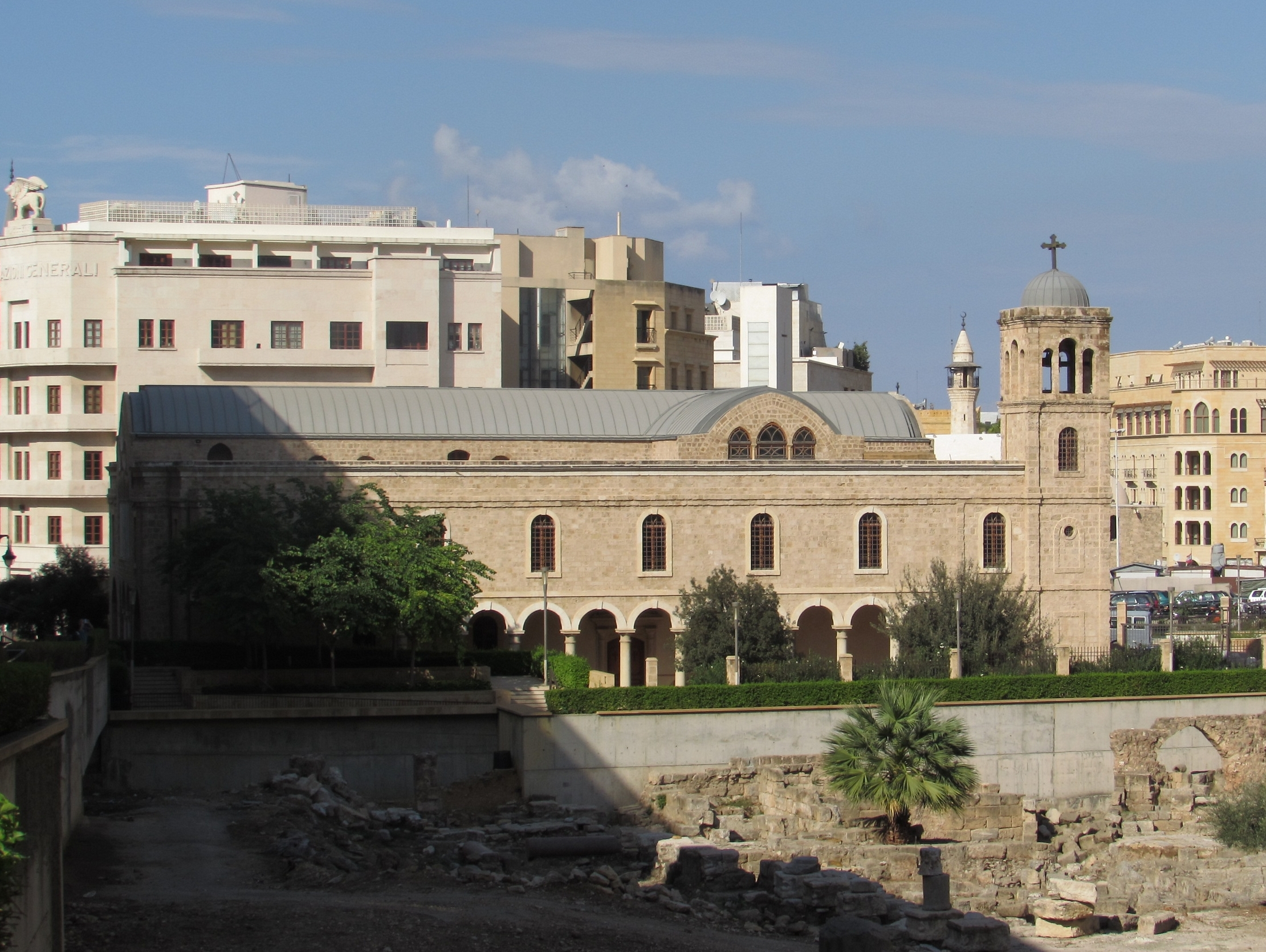
La cathédrale grecque-orthodoxe Saint-Georges à Beyrouth.

L'archidiocèse grec-orthodoxe de Beyrouth (en arabe : مطرانية بيروت للروم الأرثوذكس) est une circonscription de l'Église orthodoxe d'Antioche. Il a son siège à Beyrouth.